# Universität Smyrna
Die Universität Smyrna war eine Universität, die während der Besetzung von Izmir (1919–1922) von den örtlichen griechischen Behörden gegründet wurde. Die Initiative zur Gründung kam vom Mathematiker Constantin Carathéodory. Allerdings konnte die Universität wegen der Vertreibung der Griechen im Griechisch-Türkischen Krieg im September 1922 nicht ihren Betrieb aufnehmen.

## Hintergrund
Griechische Bildungseinrichtungen wie das Griechisch-Orthodoxe Kollegium und das Zografion-Lyzeum blühten während der osmanischen Periode auf. Dank der Unterstützung durch die griechische Gemeinde, die Kirche und private Einrichtungen existierten im frühen 20. Jahrhundert insgesamt 67 Bildungseinrichtungen. Ferner gab es noch vier Mädchenschulen.

## Carathéodorys Initiative
Izmir kam als Ergebnis des Ersten Weltkrieges unter griechische Kontrolle, dabei war die Errichtung einer Universität in der Stadt eines der wichtigsten Projekte des griechischen Hochkommissars Aristidis Stergiadis. Zu diesem Zweck kam der Mathematiker Constantin Carathéodory, der damals Professor an der Universität Göttingen und enger Freund von Albert Einstein war, nach Izmir. Er übernahm im Auftrag der griechischen Regierung das Management der Universität. Aus diesem Grund wurde im September 1920 Georgios Ioakimoglou, Lektor für Pharmakologie an der Humboldt-Universität zu Berlin, ebenfalls nach Izmir gerufen, um Carathéodory bei der Organisation zu unterstützen und die Professur für Hygiene und Mikrobiologie anzunehmen.
Stergiadis versprach, diese Initiative zu unterstützen, und die griechische Regierung übernahm die Kosten und bestimmte dafür ein Gebäude, das in Bau war. Die Gründung der Ionischen Universität wurde im Dezember 1920 durch ein Dekret des Hochkommissars ausgerufen. Dieses Dekret entsprach den Ideen, die Carathéodory in einem Memorandum vorgestellt hatte.

## Einrichtungen und Schulen
Das Gebäude wurde seit dem Jahre 1911 durch den Gouverneur des Vilâyet Aydın Mustafa Rahmi Bey als „Schule für Einheit und Fortschritt“ (İzmir İttihad ve Terakki Mektebi) gebaut, war aber noch nicht vollendet. Ab dem Jahre 1923 wurde das Gebäude nach dem Brand von Izmir als Ausbildungsstätte für Lehrer (İzmir Erkek Muallim Mektebi) genutzt. Im Jahre 1936 wurde – nachdem die Institution nach Kızılçullu, Buca zog – unter der Autorität der Dorfinstitute, die sich zu dieser Zeit formierten, das Gebäude der Mädchenschule (İzmir Kız Lisesi) übergeben.

## Bibliografie
- Maria Georgiadou: Constantin Carathéodory. null Auflage. Springer, Berlin 2004, ISBN 3-540-20352-4 (eingeschränkte Vorschau in der Google-Buchsuche).